# Farmos
Farmos är en ort i Ungern.   Den ligger i provinsen Pest, i den centrala delen av landet, 60 km öster om huvudstaden Budapest. Farmos ligger 99 meter över havet och antalet invånare är 3 793.
Terrängen runt Farmos är mycket platt. Runt Farmos är det ganska tätbefolkat, med 104 invånare per kvadratkilometer. Närmaste större samhälle är Nagykáta, 9,8 km nordväst om Farmos. Trakten runt Farmos består till största delen av jordbruksmark.